# Резолюция 163 на Съвета за сигурност на ООН
Резолюция 163 на Съвета за сигурност на ООН е приета на 9 юни 1961 г. по повод Анголската война за независимост.
Като изказва дълбокото си съжаление от масовите убийства и репресии в Ангола и изразява сериозното безпокойство и възмущение, породени от събитията там, които според Съвета могат да застрашат международния мир и сигурност, Резолюция 163 поддържа Резолюция 1603 (XV) на Общото събрание на ООН и призовава Португалия да се придържа към нейните постановления. Резолюцията предлага Подкомитетът за Ангола, създаден със споменатата резолюция на Общото събрание, незабавно да пристъпи към изпълнение на възложените му задачи. С Резолюция 163 Съветът за сигурност също така призовава португалските власти да прекратят репресиите и да съдействат на Подкомитета за Ангола. Освен това резолюцията изказва съгласието на Съвета с Резолюции 1542 (XV) и Резолюция 1514 (XV) на Общото събрание, които обявяват Ангола за несамоуправляваща се територия по смисъла на глава XI от Хартата на ООН и осъждат колониалното експлоатиране на народите като нарушение на основни човешки права и свободи, което трябва да бъде прекратено чрез пълна прехвърляне на властта от метрополиите към колониите, съобразно правото на самоопределение на народите.
Резолюция 163 е приета с мнозинство от 9 гласа за и при двама въздържали се – Франция и Обединеното кралство.